# Фейрлі (Меріленд)
Фейрлі (англ. Fairlee) — переписна місцевість (CDP) в США, в окрузі Кент штату Меріленд. Населення — 500 осіб (2020).

## Географія
Фейрлі розташоване за координатами 39°13′33″ пн. ш. 76°9′59″ зх. д. / 39.22583° пн. ш. 76.16639° зх. д. (39.225865, -76.166296).  За даними Бюро перепису населення США в 2010 році переписна місцевість мала площу 10,13 км², з яких 9,83 км² — суходіл та 0,30 км² — водойми.

## Демографія
Згідно з переписом 2010 року, у переписній місцевості мешкало 490 осіб у 197 домогосподарствах у складі 132 родин. Густота населення становила 48 осіб/км².  Було 235 помешкань (23/км²).
Расовий склад населення:
| - 65,7 % — білих - 29,6 % — чорних або афроамериканців - 0,4 % — корінних американців |

До двох чи більше рас належало 3,9 %. Частка іспаномовних становила 3,3 % від усіх жителів.
За віковим діапазоном населення розподілялося таким чином: 28,6 % — особи молодші 18 років, 56,1 % — особи у віці 18—64 років, 15,3 % — особи у віці 65 років та старші. Медіана віку мешканця становила 32,8 року. На 100 осіб жіночої статі у переписній місцевості припадало 87,0 чоловіків;  на 100 жінок у віці від 18 років та старших — 75,0 чоловіків також старших 18 років.
За межею бідності перебувало 20,7 % осіб, у тому числі 19,8 % дітей у віці до 18 років та 0,0 % осіб у віці 65 років та старших.
Цивільне працевлаштоване населення становило 188 осіб. Основні галузі зайнятості: освіта, охорона здоров'я та соціальна допомога — 22,3 %, роздрібна торгівля — 21,8 %, мистецтво, розваги та відпочинок — 21,8 %.